# Castelnavia multipartita
Castelnavia multipartita là một loài thực vật có hoa trong họ Podostemaceae. Loài này được Tul. & Wedd. mô tả khoa học đầu tiên năm 1849.